# Lison Nowaczyk
Lison Nowaczyk (née le 27 janvier 2003 à Auchel) est une nageuse française licenciée au stade béthunois pélican club dans le Pas-de-Calais.

## Palmarès

### Championnats d'Europe
- Championnats d'Europe de natation 2020 à Budapest :
  -  Médaille de bronze du 4 × 100 m nage libre (ne nage pas la finale).

### Championnats d'Europe juniors
- Championnats d'Europe juniors de natation 2019 à Kazan :
  -  Médaille de bronze du 4 × 100 m nage libre[1]